# Pia (Francia)
Pia (in catalano Pià) è un comune francese di 7 608 abitanti situato nel dipartimento dei Pirenei Orientali nella regione dell'Occitania.

## Società

### Evoluzione demografica
Abitanti censiti